# 오버월드

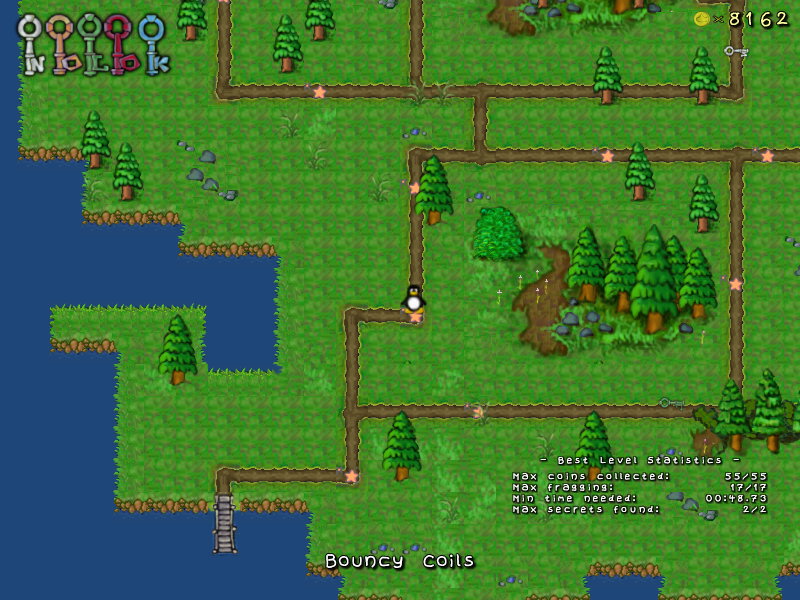
SuperTux의 오버월드

오버월드(Overworld)는 비디오 게임의 구성 요소 가운데 하나이다. 예를 들어 젤다의 전설의 경우 마을도 던전도 아닌 거대하게 넓은 맵인 월드맵도 오버월드라 할 수 있다.
마인크래프트의 네더와 엔드 등의 다른 차원을 제외한, 플레이어가 일반적으로 스폰되는 차원을 오버월드라 부르기도 한다.

## 설명
오버월드 또는 허브 월드는 다른 레벨이나 위치를 연결하는 비디오 게임 내의 영역이다. 이 용어는 마을과 같이 플레이어가 자주 돌아오는 더 안전한 지역을 의미할 수도 있다. 어드벤처 게임, 롤 플레잉 게임(RPG), 플랫포머 및 던전 크롤러에서 흔히 볼 수 있다. 멀티플레이어 게임에는 다른 플레이어 및 비플레이어 캐릭터(NPC)와의 상호 작용을 위한 중심 역할을 하는 허브 월드가 있다.
싱글 플레이어 게임의 허브 월드는 종종 월드 구축에 사용되는 반면, 멀티 플레이어 게임의 허브는 무기 및 장비 보관과 보급품 재입고에 더 많이 사용된다. 이것들은 위험한 지역과 플레이어가 보다 수동적인 행동을 취할 수 있는 퀘스트 사이의 안전한 지역 역할을 한다. 와이어드(Wired)와 코타쿠(Kotaku)는 오버월드를 게임 내 플레이어를 위한 일종의 "집"으로 묘사했다. 이것들은 또한 RPG의 필수 요소로 간주되었다.

## 같이 보기
- 보스